# Speex
Speex és un format de compressió d'àudio de patent lliure especialment dirigit al discurs o la parla. Speex está subjecte a la llicència BSD i s'utilitza amb el contenidor Ogg de la Fundació Xiph.org, funcionant com a complement del projecte Ogg Vorbis.
El projecte Speex es diferencia dels altres per proporcionar una lliure alternativa als propietaris dels còdecs de discurs. Per altra banda, s'adapta bé als usos d'internet i proporciona les característiques útils les quals manquen a la majoria dels codecs.

## Tecnologia
Speex es basa en CELP (algorisme de compressió per pèrdua) i es dissenya per comprimir la veu en els bitrates que s'estenen a partir dels 2 als 44 kbps. Algunes de les característiques de Speex inclouen:
- Banda estreta (8 kHz), banda ampla (16 kHz), i compressió ultra-banda ampla (32 kHz) en el mateix bitstream (flux de bits).
- Codificació estereofònica de la intensitat.
- Ocultació de la pèrdua de paquets.
- Operació de la variable de Bitrate (utilitza més bits quan es troba amb un àudio més difícil de codificar, i viceversa).
- Detecció de l'activitat de la veu (detecta si algú està o no parlant, i s'ajusta depenent del resultat).
- Transmissió discontínua (Speex pot parar d'enviar dades si creu que tot està ok. Per exemple, quan no hi ha dades de veu).

## Comparació de característiques
multi-rate: permet que el còdec canvïi dinàmicament el seu bitrate.
encaixat: encaixa bitstreams de banda estreta a bitstreams de banda ampla.
VBR: bitrate variable.
PLC: oculta la pèrdua de paquets.
Bit-robust: resistent a la corrupció en els nivells de bits (xarxes sense fils).